# Sant Julià del Fou
Sant Julià del Fou, de vegades escrit com a forma antiga Sant Julià d'Alfou, és una parròquia del municipi de Sant Antoni de Vilamajor, a la comarca del Vallès Oriental (Baix Montseny), actualment envoltada per una urbanització que porta el seu nom. Té el cementiri a la banda de migdia i la rectoria al nord.

## Origen

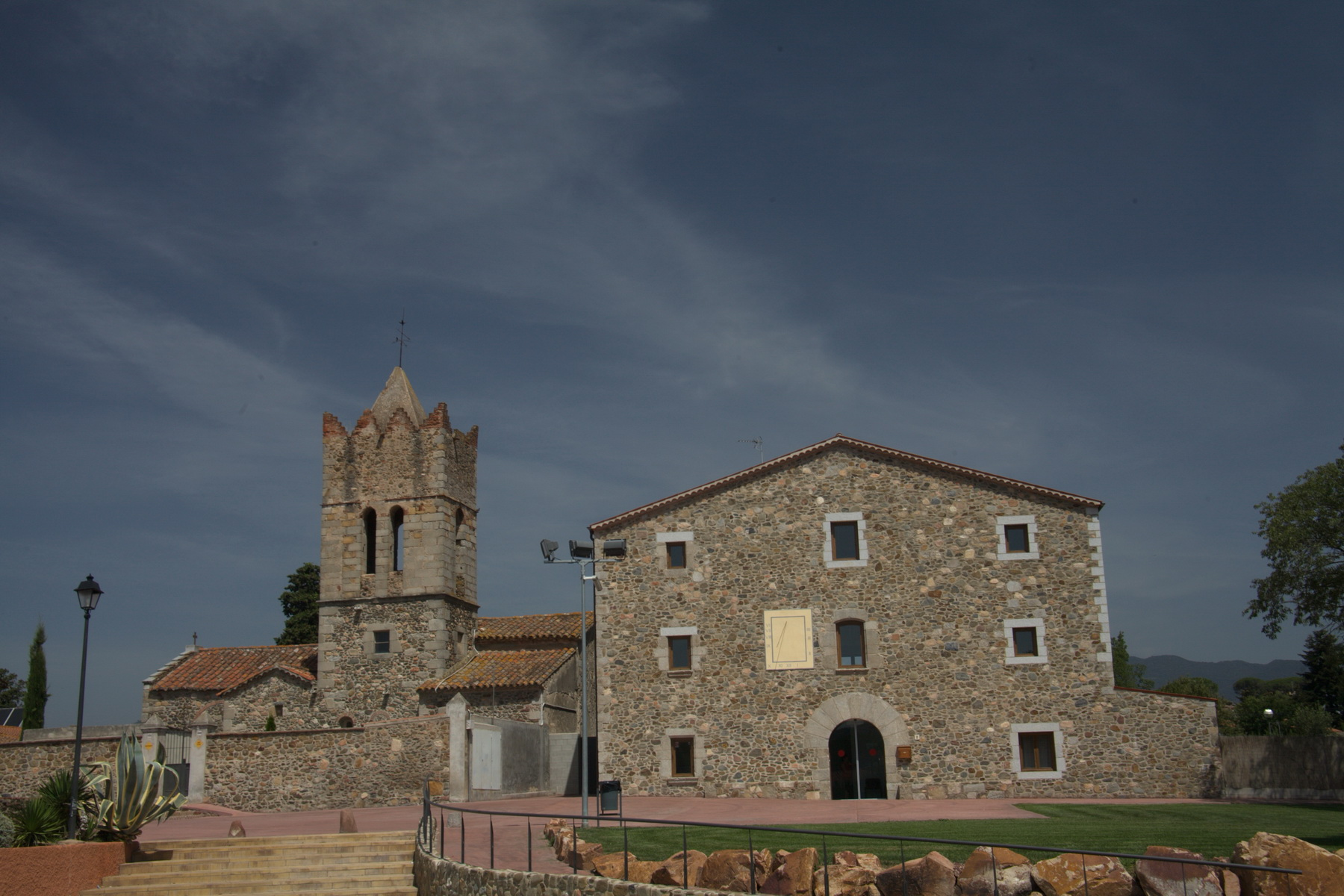
Situació en el poble

El topònim es troba document per primera vegada sota el nom d'Alfozi l'any 941. El 1142 el bisbe de Barcelona i el bisbe de Vic consagraven l'església de Sant Julià. Fins al 1822, la parròquia de Sant Julià d'Alfou va pertànyer a la Batllia de Vilamajor.

### Carrer i Braç de Barcelona
L'any 1384 el rei Pere III el Cerimoniós concedí a la Batllia de Vilamajor compresa per Sant Pere de Vilamajor -La Força de Vilamajor-, Santa Susanna de Vilamajor, Sant Julià d'Alfou i Cardedeu el títol de Carrer de Barcelona pel qual diposava que tots els veïns poguessin gaudir de tots els privilegis, llibertats, gràcies, franqueses, usos i costums que havien estat concedits a la ciutat de Barcelona.

## Edifici
L'església és una construcció del segle xii, engrandida en els segles xvi i xvii, XVIII i xix. La portalada s'obre a ponent, i està datada l'any 1643 amb una capçalera en forma de petxina, el portal amb motllures, i sobre el portal, una finestreta. És d'una sola nau, petita, d'estil romànic, amb volta de creueria i la clau decorada, l'obra és de paredat i està emblanquinada. La façana és de construcció posterior, decorada amb un capçal a manera de petxina plana semicircular. La teulada és a dos vessants.
El presbiteri cobert amb ogives que s'uneixen a la clau formant una creu. Entre els contraforts, hi ha dos altars laterals a bada i banda de la nau central.

### Campanar

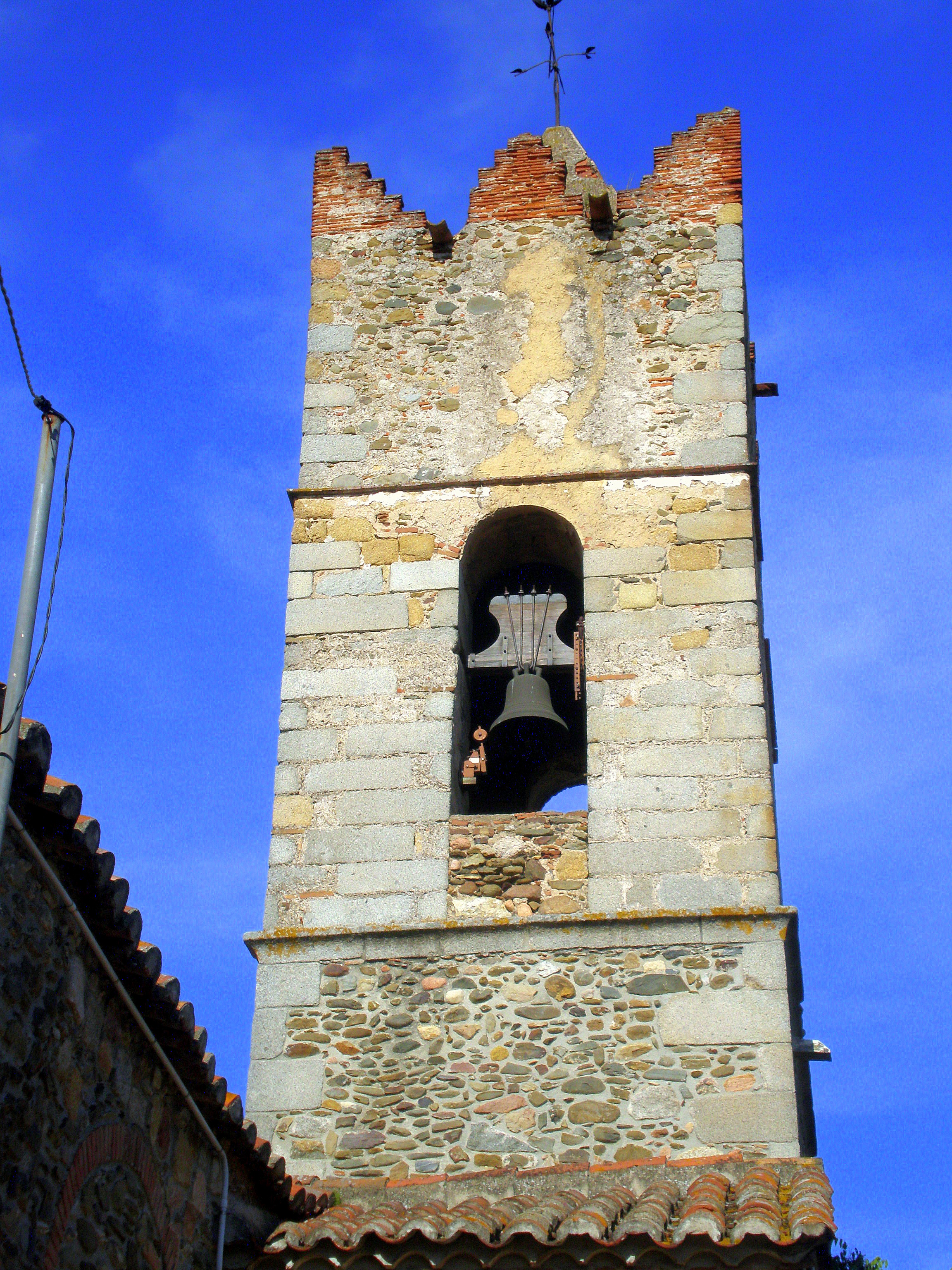
Campanar de Sant Julià del Fou

El campanar és de planta rectangular té tres cossos separats per cornises, és de paredat i carreu, coronat per merlets i una piràmide quadrada. Les finestres, una d'elles geminada, són posteriors. El segle xvi se li van obrir capelles de volta de canó seguida. Actualment només té una campana.